# Josha Vagnoman
Josha Mamadou Karaboue Vagnoman (* 11. Dezember 2000 in Hamburg) ist ein deutscher Fußballspieler. Er wurde hauptsächlich beim Hamburger SV ausgebildet und steht seit Anfang Juli 2022 beim VfB Stuttgart unter Vertrag. Vagnoman kommt hauptsächlich als Rechtsverteidiger zum Einsatz, kann aber auch auf der linken Seite agieren.

## Karriere

### Verein

#### Anfänge in Hamburg
Der in Hamburg geborene Sohn eines ivorischen Vaters und einer deutschen Mutter wuchs im Stadtteil Poppenbüttel auf und begann 2007 im Alter von 6 Jahren beim SC Poppenbüttel mit dem Fußballspielen. Nachdem er kurzzeitig in der Jugend des Hummelsbütteler SV gespielt hatte, wechselte er 2010 in das Nachwuchsleistungszentrum des Hamburger SV, bei dem er fortan alle Jugendmannschaften durchlief. Vagnoman spielte u. a. in der Saison 2016/17 mit den B1-Junioren (U17) in der B-Junioren-Bundesliga und in der Saison 2017/18 mit den A-Junioren (U19) in der A-Junioren-Bundesliga. Dem 2000er-Jahrgang gehörten neben ihm auch die späteren Profis Fiete Arp, Jonas David und Ogechika Heil an.

#### Profi beim Hamburger SV
Anfang Februar 2018 wurde der A-Junior von Bernd Hollerbach in den Profikader aufgenommen. Am 10. März 2018 debütierte Vagnoman unter Hollerbach in der Bundesliga, als er bei der 0:6-Niederlage des HSV beim FC Bayern München im Laufe der zweiten Halbzeit eingewechselt wurde. Mit 17 Jahren und 89 Tagen wurde er zum bis dahin jüngsten Bundesligaspieler des HSV sowie zum bis dahin fünftjüngsten der Bundesligageschichte. Unter dem neuen Trainer Christian Titz kam er bis zum Saisonende nicht mehr zum Einsatz. In der A-Junioren-Bundesliga kam Vagnoman in dieser Spielzeit auf 20 Einsätze, in denen er 2 Tore erzielte. Während er mit der U19 Vizemeister der Staffel Nord/Nordost wurde, stieg er mit den Profis erstmals aus der Bundesliga ab.
Vor der Saison 2018/19 verlängerte Vagnoman, der in dieser Saison letztmals für die U19 spielberechtigt war, seinen Vertrag bis zum 30. Juni 2021, der sich an seinem 18. Geburtstag in einen Profivertrag umwandelte. Bis zur Winterpause kam er auf 4 Zweitligaeinsätze (einer in der Startelf). Auf den Außenverteidigerpositionen setzten Titz und dessen Nachfolger Hannes Wolf auf Gōtoku Sakai (rechts) und Douglas Santos (links). In der Rückrunde kam Vagnoman, der von Mitte Februar bis Anfang April mit einer Innenbandverletzung ausfiel, häufiger zum Einsatz, sodass für ihn am Saisonende 11 Zweitligaeinsätze zu Buche standen. Zudem kam er 7-mal (ein Tor) in der zweiten Mannschaft in der Regionalliga Nord zum Einsatz.
Zum Beginn der Saison 2019/20 war Vagnoman unter dem neuen Cheftrainer Dieter Hecking Reservist. Er kam in der Liga auf einen Kurzeinsatz sowie auf 3 Einsätze (3 Tore) in der Regionalliga Nord. Nachdem sich der Rechtsverteidiger Jan Gyamerah Mitte September einen Wadenbeinbruch zugezogen hatte, übernahm Vagnoman ab dem 6. Spieltag dessen Platz in der Startelf und absolvierte bis einschließlich des 11. Spieltags alle Ligaspiele über die volle Spielzeit, wobei er ein Tor erzielte. Ende Oktober zog er sich beim DFB-Pokal-Spiel gegen den VfB Stuttgart einen Bruch des Fußwurzelknochens zu und fiel mehrere Monate aus. In seiner Abwesenheit übernahm mit Khaled Narey der dritte Spieler die Rechtsverteidigerposition, ehe nach der Winterpause der Leih-Neuzugang Jordan Beyer gesetzt war. Mitte April 2020 erhielt der wieder genesene Verteidiger während der aufgrund der COVID-19-Pandemie angeordneten Saisonpause eine vorzeitige Vertragsverlängerung bis zum 30. Juni 2024. Als der Spielbetrieb Mitte Mai mit dem 26. Spieltag wieder aufgenommen wurde, kehrte Vagnoman als Rechtsverteidiger in die Startelf zurück und kam in allen Spielen bis zum Saisonende zum Einsatz. Insgesamt spielte Vagnoman 16-mal in der 2. Bundesliga (13-mal von Beginn, ein Tor).
Am 1. Spieltag der Saison 2020/21 stand Vagnoman unter dem neuen Cheftrainer Daniel Thioune in der Startelf, zog sich aber in der anschließenden Trainingswoche einen Riss des Außenbandes und eine Innenbandzerrung im linken Sprunggelenk zu. Der 19-Jährige fiel einige Wochen aus und musste sich bei seiner Rückkehr am 5. Spieltag und in den folgenden Spielen hinter Gyamerah mit einem Platz auf der Bank begnügen. Aufgrund einer Verletzung Gyamerahs kehrte Vagnoman am 10. Spieltag in die Startelf zurück und zählte bis zum Ende der Hinrunde zum Stammpersonal, wobei er 2 Tore erzielte. Beim 4:2-Sieg gegen Eintracht Braunschweig am 17. Spieltag musste der Rechtsverteidiger in der Halbzeit ausgewechselt werden, da er sich einen doppelten Bänderriss im rechten Sprunggelenk zugezogen hatte. Er gab sein Comeback bereits einen Monat später und kam bis zum Saisonende fast immer in der Startelf zum Einsatz, da Gyamerah – wie auch Vagnoman – teilweise als Linksverteidiger spielte. Aufgrund einer Zerrung im hinteren Oberschenkel verpasste er die letzten beiden Spieltage. Vagnoman beendete die Saison somit mit 24 Zweitligaeinsätzen (20-mal von Beginn), in denen er 2 Tore erzielte. Der HSV wurde zum dritten Mal in Folge Vierter und verpasste erneut den Wiederaufstieg.
Während der Vorbereitung auf die Saison 2021/22 zog sich Vagnoman einen Muskelfaserriss zu. Er verpasste daher die ersten beiden Ligaspiele. Am 3. Spieltag saß der Rechtsverteidiger hinter Gyamerah auf der Bank, wurde in der Schlussphase für diesen eingewechselt und zog sich dabei einen Muskelsehnenriss zu. Ende Januar 2022 – rund 5 Monate nach der Verletzung – kehrte Vagnoman in das Mannschaftstraining zurück. Einen weiteren Monat später gab Vagnoman am 24. Spieltag sein Comeback, nachdem er in der Vorwoche erstmals wieder dem Spieltagskader angehört hatte. Bis zum Saisonende pendelte er unter Tim Walter, der die Mannschaft am Saisonbeginn übernommen hatte, zwischen Bank und der Startelf. Der Außenverteidiger kam insgesamt 12-mal in der Liga zum Einsatz, stand 7-mal in der Startelf und erzielte am 30. und 31. Spieltag jeweils ein Tor. Sein zweites Tor war beim 4:2-Sieg gegen den SSV Jahn Regensburg der zwischenzeitliche 3:2-Führungstreffer in der 90. Minute. Durch 5 Siege in den letzten 5 Spielen konnte der HSV auf dem 3. Platz die Relegation erreichen, scheiterte dort aber an Hertha BSC. Walter vertraute auf den Außenverteidigerpositionen in beiden Spielen auf Moritz Heyer (rechts) und Miro Muheim (links), wodurch Vagnoman jeweils nur die Jokerrolle blieb.

#### VfB Stuttgart
Nach vier gescheiterten Aufstiegsversuchen mit dem HSV erreichte Vagnoman diesen für sich persönlich zur Saison 2022/23 mit einem Wechsel zum VfB Stuttgart. Der 21-Jährige unterschrieb einen Vertrag bis zum 30. Juni 2026.

### Nationalmannschaft

#### Deutsche Nachwuchsnationalmannschaften
Im Oktober 2017 wurde Vagnoman anstelle des verletzten Kilian Ludewig für die U17-Weltmeisterschaft in Indien nachnominiert. Während des Turniers kam er auf drei Einsätze für die deutsche U17-Auswahl. Im März 2018 kam Vagnoman einmal in der U18-Nationalmannschaft zum Einsatz, im November 2018 zweimal für die U19-Auswahl. Im September 2019 erhielt Vagnoman hinter Nicolas Kühn (Ajax Amsterdam) die Fritz-Walter-Medaille in Silber in der Altersklasse U19. Nachdem er im September 2019 einmal in der U20-Auswahl aufgelaufen war, war er seit Oktober 2019 in der U21-Auswahl aktiv.
Im März 2021 nominierte Stefan Kuntz den 20-Jährigen für die U21-Europameisterschaft 2021 in Slowenien und Ungarn, die aufgrund der COVID-19-Pandemie in zwei Teilen stattfindet. Während in der März-Länderspielpause die Vorrunde ausgetragen wurde, fand die K.-o.-Runde nach dem Saisonende von Ende Mai bis Anfang Juni statt. Vagnoman kam bei der Vorrunde in allen drei Spielen zum Einsatz. Auch bei der Finalrunde war er im deutschen Kader und kam im Viertelfinale zum Einsatz. Im Halbfinale und Finale, das die deutsche Mannschaft gegen Portugal gewann, blieb er auf der Rechtsverteidigerposition hinter Ridle Baku, der zuvor auf der offensiven Außenbahn gespielt hatte, jedoch ohne Einsatz.
Anfang Juli 2021 wurde Vagnoman von Kuntz in den Kader der deutschen Olympiaauswahl für das Fußballturnier der Olympischen Sommerspiele 2021 berufen. Jedoch zog er sich nach der Kaderbekanntgabe einen Muskelfaserriss zu und musste seine Teilnahme daher absagen.
Bei der U21-Europameisterschaft 2023 in Georgien und Ungarn gehörte Vagnoman ebenfalls zum deutschen Kader und schied mit seiner Mannschaft nach der Gruppenphase aus. Die 0:2-Niederlage im letzten Gruppenspiel gegen England war altersbedingt sein letztes U21-Länderspiel.

#### Deutsche A-Nationalmannschaft
Im März 2023 wurde Vagnoman von Hansi Flick erstmals in die A-Nationalmannschaft berufen. Er debütierte am 28. März 2023, als er bei einer 2:3-Testspielniederlage im Müngersdorfer Stadion in Köln gegen Belgien in der Schlussphase eingewechselt wurde.

## Titel
Titel
- Deutscher Pokalsieger: 2025 (VfB Stuttgart)
- U21-Europameister: 2021

Individuell
- Träger der Fritz-Walter-Medaille: 2019 in Silber (U19)